# Rumex triangulivalvis
Rumex triangulivalvis là một loài thực vật có hoa trong họ Rau răm. Loài này được (Danser) Rech. f. miêu tả khoa học đầu tiên năm 1936.